# Hagnagora anicata
Hagnagora anicata là một loài bướm đêm trong họ Geometridae.